# Тремуй (Аверон)
Трему́й (фр. Trémouilles, окс. Tremolhas) — коммуна во Франции, находится в регионе Окситания. Департамент — Аверон. Входит в состав кантона Пон-де-Салар. Округ коммуны — Родез.
Код INSEE коммуны — 12283.
Коммуна расположена приблизительно в 520 км к югу от Парижа, в 120 км северо-восточнее Тулузы, в 13 км к юго-востоку от Родеза.

## Население
Население коммуны на 2008 год составляло 521 человек.
| 1962 | 1968 | 1975 | 1982 | 1990 | 1999 | 2008 |
| ---- | ---- | ---- | ---- | ---- | ---- | ---- |
| 659  | 709  | 626  | 546  | 503  | 504  | 521  |

## Экономика

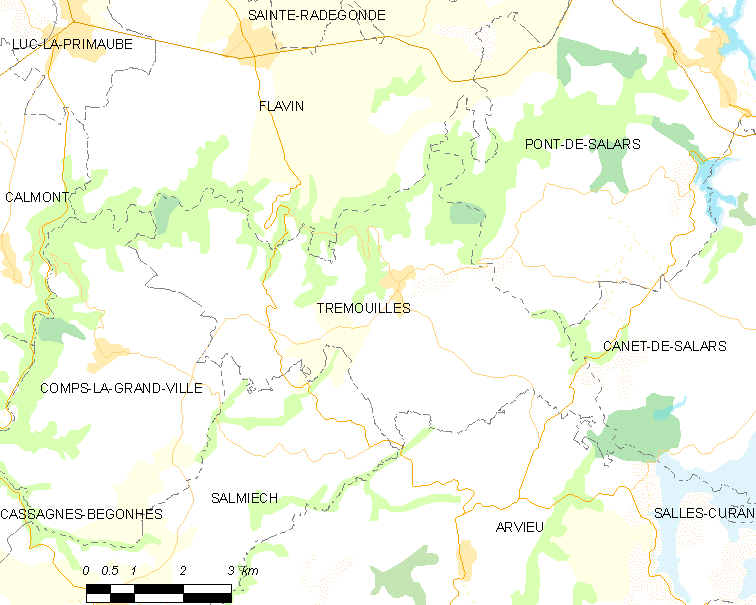
Карта коммуны

В 2007 году среди 291 человека в трудоспособном возрасте (15—64 лет) 223 были экономически активными, 68 — неактивными (показатель активности — 76,6 %, в 1999 году было 72,7 %). Из 223 активных работали 211 человек (124 мужчины и 87 женщин), безработных было 12 (2 мужчин и 10 женщин). Среди 68 неактивных 22 человека были учениками или студентами, 27 — пенсионерами, 19 были неактивными по другим причинам.